# Pointe La Rue

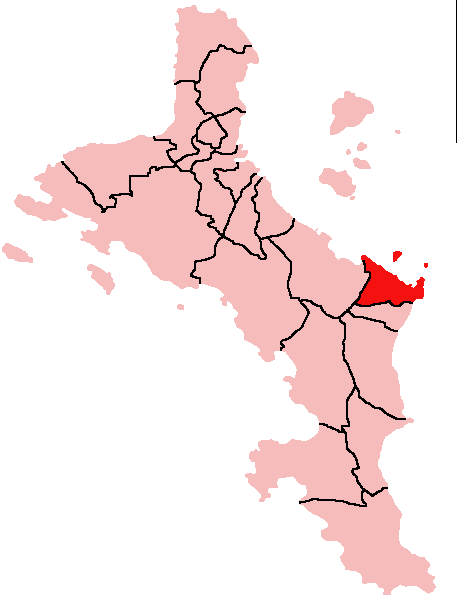
Distriktets läge.

Distriktet Pointe La Rue är ett av Seychellernas 26  distrikt.

## Geografi
Distriktet har en yta på cirka 3,6 km² med cirka 2 700 invånare. Befolkningstätheten är 750 invånare / km².
Pointe La Rue ligger i regionen Östra Mahé (East Mahé).

## Förvaltning
Distriktet förvaltas av en district administrator och ISO 3166-2koden är "SC-20". Huvudorten är Pointe La Rue.
Sedan 1994 lyder varje distrikt under "Local Government" som är en enhet av departementet Ministry of Local Government, Youth and Sport. Distriktens roll är att främja tillgång av offentliga tjänster på lokal nivå.
Distriktets valspråk är: "Gateway to opportunities and success" (Porten mot möjligheter och framgång).